# Solar Bandeira
Solar Bandeira é uma antiga mansão em Salvador. Foi construída por Pedro Rodrigues Bandeira (1768-1835), um rico comerciante e financiador das forças baianas durante a Guerra da Independência do Brasil. O Solar Bandeira está localizado na encosta do bairro de Soledade, anteriormente um subúrbio de Salvador, que incluía uma fazenda e o Convento Nossa Senhora da Solidão. O jardim, que possuía rico trabalho em mosaico e vista para a Baía de Todos os Santos, foi chamado de "maravilha e orgulho da Bahia" nos séculos 18 e 19. Apesar de ser tombado, o Solar Bandeira está em um estado avançado de ruína e não pode ser visitado.

## História
O Solar Bandeira data da segunda metade do século XVIII e pertenceu a Pedro Rodrigues Bandeira. Este se tornou o maior exportador de tabaco e conhaque no Brasil Colonial, exportando seus produtos de armazéns em Cachoeira, no interior do Recôncavo, para África, Índia e Portugal. Bandeira era supostamente um dos homens mais ricos de Salvador; ele financiou forças baianas contra os portugueses durante a Guerra da Independência do Brasil na década de 1820. Tropas brasileiras ocuparam Salvador em 2 de julho de 1823 após a Batalha de Itaparica.
Solar Bandeira foi um dos muitos edifícios de propriedade de Pedro Rodrigues Bandeira. Um inventário do edifício construído em 1835 afirma que um pátio na colina era usado para os estábulos, a cocheira e a cozinha da casa; o sótão era usado para alojamentos de escravos. O Solar Bandeira aparece em uma aquarela de Julius Nacher em 1879.

## Estrutura

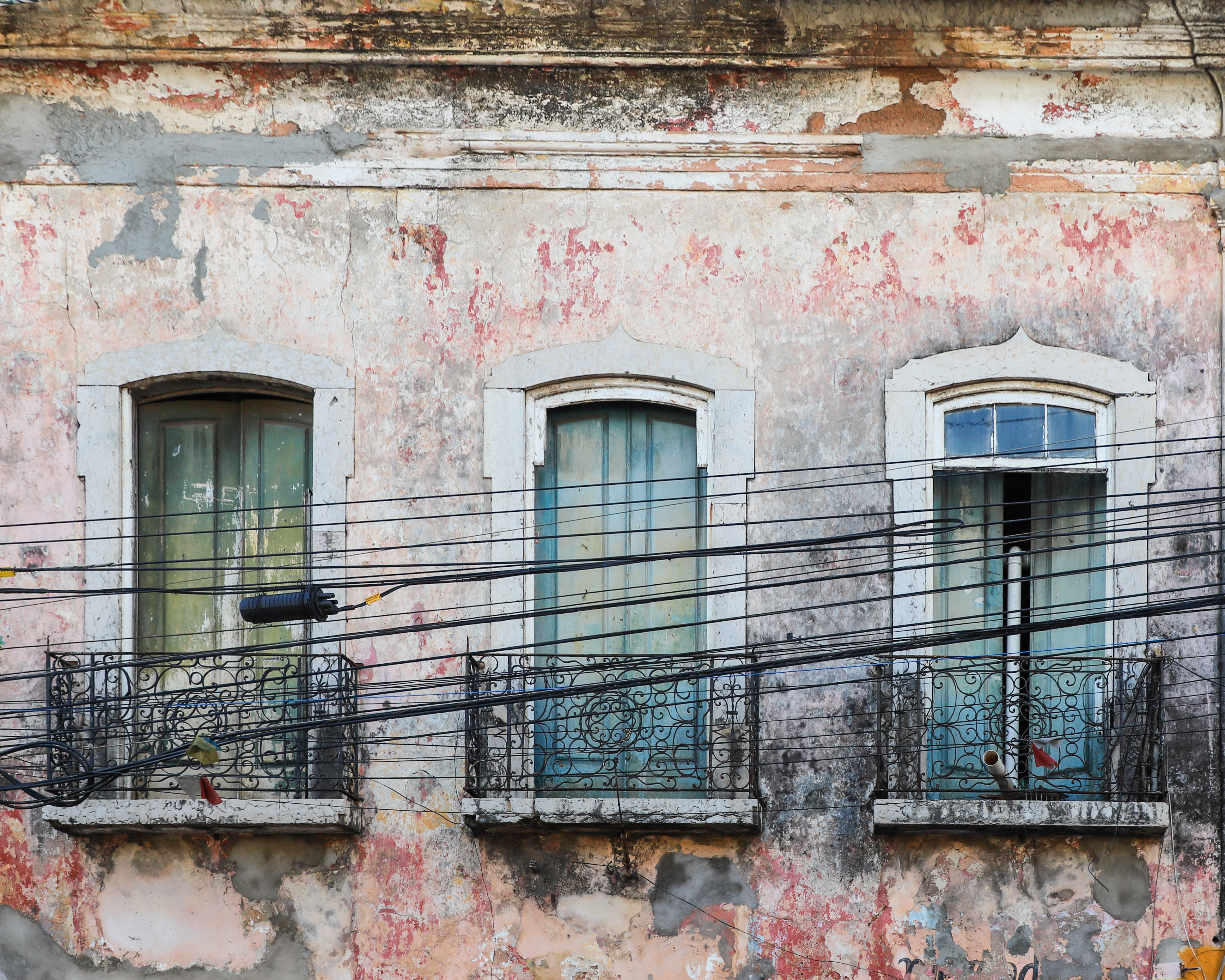
Vista frontal do primeiro andar.

O Solar Bandeira tem dois andares e um sótão. Suas paredes exteriores são de alvenaria de pedra e paredes internas de tijolo. O primeiro andar tinha um amplo portal no centro, com três grandes janelas gradeadas de cada lado; as janelas do primeiro andar foram convertidas em portas. As sete janelas do segundo andar, que correspondem às portas do primeiro andar, têm vista para a Ladeira da Soledade. As janelas são emolduradas em pedra lioz importada de Portugal. O interior, principalmente as molduras das portas e janelas, era de madeira esculpida. A parte de trás da casa tem uma ampla vista panorâmica da Baía de Todos os Santos.
O Solar Bandeira se destacou por seus ricos mosaicos de um tipo conhecido como embrechado, conchas, pedras, fragmentos de louça e outros materiais utilizados para a técnica. O jardim da casa tinha obras de louças de design mourisco; decoravam paredes, assentos e canteiros de flores do jardim.

## Tombamento
Solar Bandeira foi tombada pelo Instituto Artístico e Cultural da Bahia em 2010. Faz parte da Área de Proteção Contígua da Soledade.